# Sivoglava čačalaka
Sivoglava čačalaka (lat. Ortalis cinereiceps) je vrsta ptice iz roda Ortalis, porodice Cracidae. Gnijezdi se u nizinama od istočnog Hondurasa do sjeverozapadne Kolumbije na nadmorskoj visini do 1100 metara.

## Opis
Duga je 46-58 centimetara, a teška je oko 500 grama u prosjeku. Glava joj je škriljasto-sive boje, dok je grlo crveno. Perje na leđima je maslinasto-smeđe, a krila su malo svjetlije boje. Rep je crnkasto-zelen i često ima bijel vrh.
Arborealna je vrsta, živi u drvećima. Najčešće se može vidjeti u skupinama od 6 do 12 jedinki. Hrani se biljnom hranom, najčešće plodovima i sjemenkama. Široko i plitko gnijezdo od grančica gradi na drvetu na visini 1-3 metra. Ženka polaže u gnijezdo tri ili četiri velika jaja tvrde ljuske. Ta jaja inkubira isključivo ženka, a inkubacija traje 22 dana.

## Galerija
- Tri jedinke
- U društvu sa Pitangus sulphuratus i Turdus grayi

## Vanjske poveznice
- tolweb.org
- animaldiversity